# Kẻ truy sát (phim 2014)
Kẻ truy sát (tiếng Anh: In the Blood) là một bộ phim hành động của Mỹ năm 2014 do John Stockwell đạo diễn và có sự tham gia của cựu võ sĩ Gina Carano trong vai chính thứ hai của cô sau Haywire (2011). Phim xoay quanh một cô gái 26 tuổi tên Ava đi tìm chồng sau khi anh bị bắt cóc trong chuyến tuần trăng mật tại Vùng Caribe của họ. Phim khởi chiếu tại Việt Nam vào ngày 18 tháng 4 năm 2014.

## Nội dung
Năm 2002, cô bé 14 tuổi Ava thức dậy giữa đêm và thấy bố mình bị giết bởi hai tên côn đồ đeo mặt nạ, cô đã lấy khẩu súng săn bắn chết hai tên đó. Mười hai năm sau, Ava kết hôn với Derek Grant, cả hai đi hưởng tuần trăng mật ở Vùng Caribe. Họ kết bạn với anh chàng địa phương tên Manny, người đưa họ đến một hộp đêm, nơi Ava có vụ ẩu đả với vài tên côn đồ sau khi chạm trán gã tội phạm Big Biz.
Ngày hôm sau, Manny mời Ava và Derek đi chơi đu dây zip-line trong một khu rừng mưa. Dây của Derek bị đứt khiến anh rơi xuống đất và bị thương nặng. Hai người đàn ông lái xe cứu thương không cho Ava đi cùng họ đến bệnh viện. Ava sau đó đến từng bệnh viện và cơ sở y tế đều không thấy Derek. Cô đến đồn cảnh sát, khai báo chồng mình đã mất tích. Cảnh sát đưa cô đến địa điểm chơi zip-line nhưng người chủ phủ nhận việc mở cửa vào ngày Derek bị rơi, gã nhân viên cũng nói rằng gã chưa từng gặp cô. Ava quyết định tự mình điều tra. Cô tra khảo gã nhân viên ở địa điểm chơi zip-line, đe dọa ném gã xuống rừng nếu không tiết lộ vị trí của Derek. Cảnh sát trưởng Ramón Garza ra lệnh bắt giữ cô vì tội gây rối và cho một sĩ quan đưa cô ra khỏi đảo bằng phà. Cô đã hạ gục người cảnh sát rồi bơi trở lại đảo, tiếp tục tìm kiếm chồng mình.
Ava tìm được Manny trong hộp đêm, anh ta đồng ý giúp cô tìm hai tên giả mạo nhân viên y tế. Ava theo dõi một trong hai tên lái xe cứu thương để bắt và tra khảo hắn, sau đó đành phải giết tên còn lại trong lúc tự vệ. Ava lại bị cảnh sát bắt, lần này Garza cho hai sĩ quan đưa cô đến nhà tù. Ban đêm, Ava phát hiện ra hai sĩ quan định giết cô, cô liền chống trả rồi giết chết hai gã này. Cô đến nhà Garza, chĩa súng đe dọa cô con gái đang ngủ của ông ta, ông ta đành phải thú nhận rằng mình có liên quan đến việc Derek mất tích, nói rằng Bác sĩ Abelard trong bệnh viện đã vô tình khiến Derek mất mạng trong lúc làm phẫu thuật và cầu xin ông ta che giấu chuyện này. Cảm thấy hối hận với tội lỗi mình gây ra, Garza đã tự sát trước khi Ava ra khỏi nhà ông ta.
Ở nhà Manny, Ava không tin chồng mình đã chết. Cô đến bệnh viện nơi Abelard làm việc, khống chế gã để hỏi về Derek. Khi cô nhìn vào hình ảnh camera quan sát, cô thấy Derek - vẫn còn sống - đang được đưa vào bệnh viện bởi băng đảng tội phạm của tên đầu sỏ Silvio Lugo. Ava cải trang thành y tá để tiếp cận băng đảng kia. Trong phòng phẫu thuật, cô hạ gục bọn côn đồ và giải cứu Derek. Lugo giải thích rằng hắn đang mắc một căn bệnh ung thư hiếm gặp, vì vậy hắn đã cung cấp tiền cho Abelard nhằm tìm người có tủy xương phù hợp để truyền vào tế bào gốc của hắn. Hắn bắt cóc Derek vì anh có tủy xương phù hợp. Sau đó Ava và Derek chạy khỏi bệnh viện, đấu súng với bọn thuộc hạ của Lugo.
Trong lúc tháo chạy, Ava và Derek được giúp đỡ bởi Manny và một nhóm trẻ em, những người làm băng đảng của Lugo chùn bước. Đến ngôi làng gần đó, Ava và Derek tiêu diệt từng tên côn đồ, sau đó Ava đánh tay đôi với Lugo. Ava sử dụng dao khống chế Lugo. Big Biz đến nơi, gã lấy con dao từ tay Ava và cắt cổ Lugo, giết chết hắn. Big Biz bảo vợ chồng Ava hãy rời khỏi đảo và về nhà. Bộ phim kết thúc với cảnh Ava và Derek lên tàu rời khỏi đảo.